# Cataloipus roseipennis
Cataloipus roseipennis är en insektsart som beskrevs av Boris Petrovich Uvarov 1921. Cataloipus roseipennis ingår i släktet Cataloipus och familjen gräshoppor. Inga underarter finns listade i Catalogue of Life.